# Guillaume Fillastre
Guillaume Fillastre (Guilherme Filastro, O Velho; Gulielmus Philastrius) (La Suze-sur-Sarthe, Maine, 1348 - Roma, 6 de novembro de 1428), foi humanista, jurista, teólogo católico, canonista, bispo, cardeal e geógrafo francês.

## Biografia
Depois de se formar doutor em direito civil e canônico (doctor utriusque juris), Philastrius lecionou jurisprudência na cidade de Reims, e em 1392 foi nomeado deão do seu capítulo metropolitano.  Durante o Grande Cisma do Ocidente demonstrou a princípio muita simpatia por Benedito XIII (Pietro de Luna) (1328-1423).  Em 1409, todavia, participou de uma tentativa de reconciliar as facçoes durante o Concílio de Pisa.  O antipapa João XXIII, Baldassarre Cossa, conferiu a ele e a seu amigo Pierre d'Ailly a dignidade de cardeal em 6 de Julho de 1411, e em 1413 foi nomeado Arcebispo de Aix-en-Provence.  
Filástrio teve papel relevante durante o Concílio de Constança (1414-1418), onde ele e o cardeal d'Ailly foram os primeiros a levantar a bandeira com relação à abdicação dos pretendentes rivais (Fevereiro de 1415).  Ele conquistou reconhecimento através das muitas questões legais sobre as quais ele tomava decisões.  O Papa Martinho V, em cuja eleição ele teve um papel muito importante, o nomeou legatus a latere na França (1418), onde ele devia promover a defesa da unidade da Igreja.  Em reconhecimento a seus bem sucedidos esforços, ele foi nomeado arcipreste da Basílica de São João de Latrão.  Em 1421 ele renunciou à sede de Aix, e em 1422 lhe foi designada a Sede de Saint-Pons-de-Thomières.  Ele faleceu em Roma, aos oitenta anos de idade, como cardeal da Basílica de São Marcos Evangelista no Capitólio.

## Obras
Durante o Concílio de Constança Filástrio fez um relatório diário, que foi descoberto pelo historiador alemão Heinrich Finke (1855-1938), revisado por ele pela primeira vez no Römische Quartalschrift (Publicação trimestral romana para a arqueologia clássica cristã e história da Igreja, 1887), e editada parcialmente por ele.  Essa obra foi descrita por alguns como a mais importante fonte de história sobre o Concílio de Constança, e foi editada por Finke em sua integridade em 1889 (em sua publicação: Forschungen und Quellen, pp. 163–242).  Os registros de Filástrio lançam nova luz sobre os principais protagonistas do concílio, bem como sobre os papas que foram depostos e o julgamento deles; sobre o colégio de cardeais como um corpo, e particularmente sobre os cardeais d'Ailly, Filástrio e Francesco Zabarella (1360-1417).  
Filástrio é a nossa principal autoridade relativamente aos movimentos preliminares acerca do método de votação e da posição extremamente difícil do colégio de cardeais; ele nos apresenta a primeira e clara concepção das discussões que surgiram entre as nações sobre a matéria em questão, e o papel que a nação espanhola exerceu durante o concílio; ele também fornece explicações, há muito procuradas, sobre a confirmação de Sigismundo (1368-1473) como Imperador do Sacro Império Romano-Germânico, coroado por Martinho V.  O diário de Philastrius resulta na sua descoberta mais importante, a divulgação das relações entre o rei e o concílio e a descrição do conclave.
Enquanto Filástrio se demorava em Constança (onde, podemos registrar, ele traduziu várias obras de Platão para o latim), ele realizou serviços importantes para a história da geografia e da cartografia, bem como para a história do concílio.  Desse modo, ele copiou a tradução latina da Geografia de Ptolomeu (sem os mapas), que haveria de ser completada por Jacobus Angelus (1360-1410) em 1409, um manuscrito que ele teve muita dificuldade em proteger de Florença.  Junto com o precioso códice de Ptolomeu, ele enviou em 1418 para a biblioteca do capítulo de Reims, que fora fundada por ele, e já contava entre os inúmeros manuscritos valiosos, um grande mapa do mundo, confeccionado sobre pele de morsa, e um codex de Pompônio Mela († 45).  Os dois códigos geográficos, segundo relatos, estão preservados como raridades na Biblioteca Municipal de Reims, mas o mapa do mundo desapareceu durante o século XVIII.
Por volta de 1425 Filástrio escreveu uma das mais importantes obras canônicas sobre o interesse e a usura, obra que foi copiada em numerosos manuscritos.  Em 1427, agora já avançada em idade, mandou desenhar os mapas de Ptolomeu do original grego, mas em escala reduzida, e o organizou com textos latinos, para estar em concordância com o seu Ptolomeu latino.  Como Ptolomeu não conhecia a Península Escandinava, muito menos a Groenlândia, Filástrio completou o seu codex adicionando aos dez mapas da Europa de Ptolomeu um décimo primeiro.  Este décimo primeiro mapa da Europa, com descrições detalhadas e anexadas da Dinamarca, Suécia, Noruega, e Groenlândia, é, segundo a Enciclopédia Católica, a única cópia existente do primeiro mapa de Claudius Clavus (1388-1426), o primeiro cartógrafo da América, e está, segundo relatos, ainda preservado na Biblioteca Municipal de Nancy.
Philastrius foi pai de Guillaume Fillastre, O Jovem (1400-1473), bispo de Verdun, de Toul e de Tournai e conselheiro de Filipe, O Bom (1396-1467) e Carlos, O Temerário (1433-1477).